# Dosso Baroardo
Dosso Baroardo è una località del comune italiano di Castelverde.

## Storia
Dosso Baroardo fu un comune del contado di Cremona, che Napoleone annesse a San Martino in Beliseto.
Gli austriaci ricrearono il comune, che tale esistette fin dopo l'unità d'Italia.
Nel 1865 il comune di Dosso Baroardo venne fuso con i comuni di Marzalengo e Ossalengo, formando il nuovo comune di Tredossi.
Nel 1928 il comune di Tredossi venne soppresso e aggregato al comune di Castelverde.